# Max Brandl (Politiker, 1938)
Max Brandl (* 24. Januar 1938 in Ringelai, Niederbayern) ist ein deutscher Politiker (SPD).
Brandl besuchte die Volksschule Ringelai und machte eine Bäckerlehre, die er als Bäckergeselle abschloss. Er war danach Polizeivollzugsbeamter im Bundesgrenzschutz und besuchte die BGS-Fachschule. Danach war er Bundesbankbeamter bei der Landeszentralbank in Bayern an der Zweigstelle Passau.
1972 wurde Brandl Mitglied des Gemeinderats der Gemeinde Büchlberg, wo er auch zweiter Bürgermeister war. Ebenfalls 1972 Mitglied des Kreistags des Landkreises Passau, wovon er 18 Jahre SPD-Fraktionsvorsitzender war. Von 1974 bis 1999 war er Kreisvorsitzender der SPD im Landkreis Passau. Von 1978 bis 1982 gehörte er dem Bezirksrat Niederbayern an. Von 1982 bis 2003 saß er im Bayerischen Landtag, wo er dem Arbeitskreis Bundeswehr der SPD-Landtagsfraktion angehörte.